# Junkers A 35
Junkers A 35 – niemiecki, dwumiejscowy samolot wielozadaniowy (dolnopłat) zbudowany w 1926 roku, jako rozwinięcie modelu A 25. Używany jako samolot szkolny i pocztowy. Czasem wyposażano go w silnik BMW IV o mocy 235 kW.